# Abbadiden
De Abbadiden is een Arabische dynastie die in de 11e eeuw vanuit Sevilla regeerde over een staat ontstaan door het uiteenvallen van het kalifaat der Omajjaden. Zij werd genoemd naar de naam van een voorvader, Abbad.
De eerste koning van deze dynastie was Moehammad ibn Ismaïl, die van 1023 tot 1042 regeerde.
De tweede, zoon van de eerste, was Abbad, meer bekend onder de bijnaam al Moetatid; hij regeerde van 1042 tot 1069 en zette de strijd tegen de kleine Berberdynastieën van Andalusië voort en breidde zijn koninkrijk aanzienlijk uit. Om zijn annexaties te rechtvaardigen gebruikte hij het voorwendsel dat hij handelde in naam van een Omajjaadse pseudo-kalief, Hisjam II, die in werkelijkheid was vermoord.
De derde koning al Moetamid regeerde vanaf 1069 over het grootste deel van het zuidwestelijke Iberisch Schiereiland. Hij moest echter belasting betalen aan Alfonso VI van Castilië en tegen diens aanvallen de steun inroepen van de Almoravische sultan van Marokko, Yusuf ibn Tashfin, die zich ten slotte meester maakte van het koninkrijk Granada.

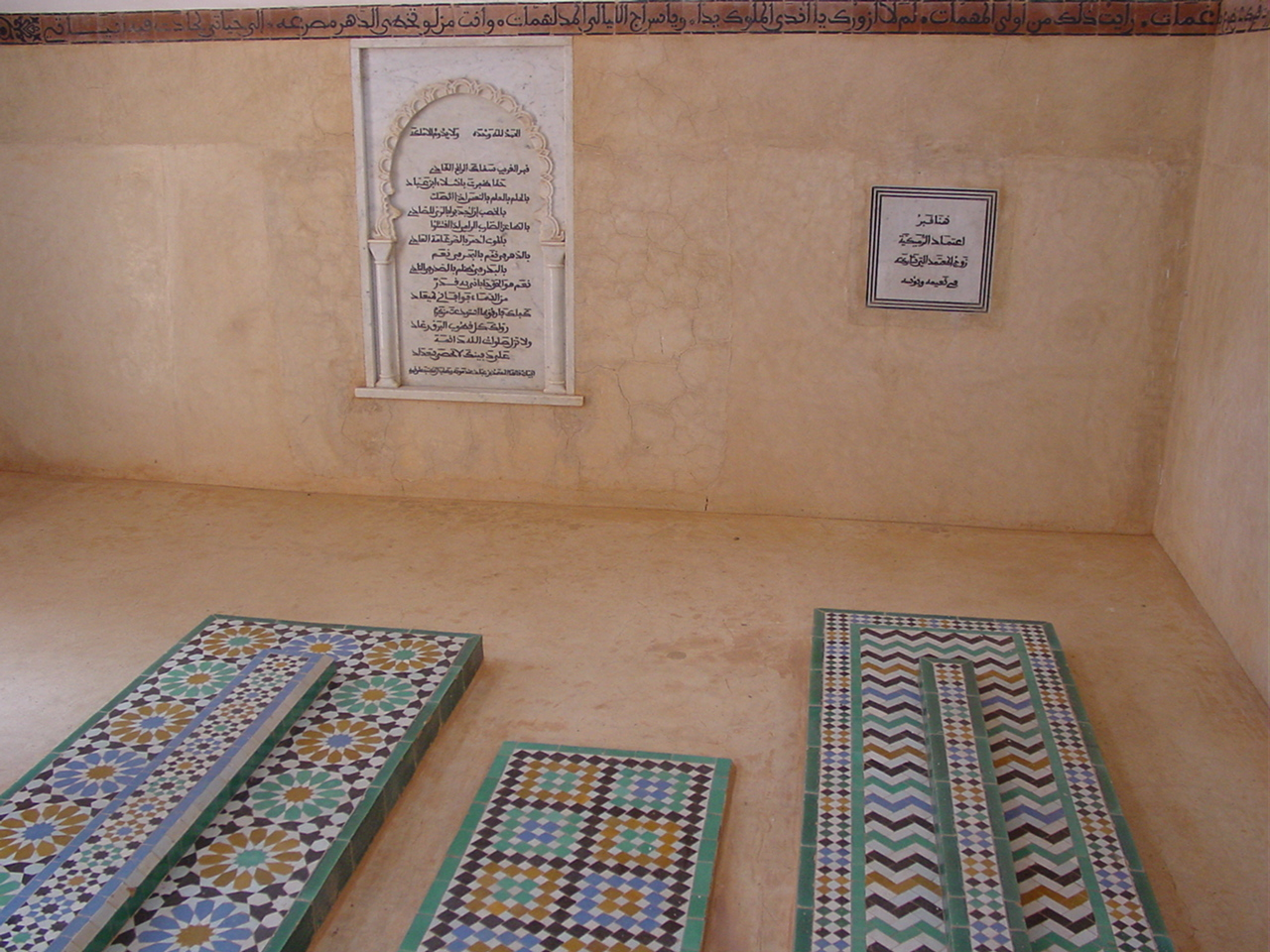
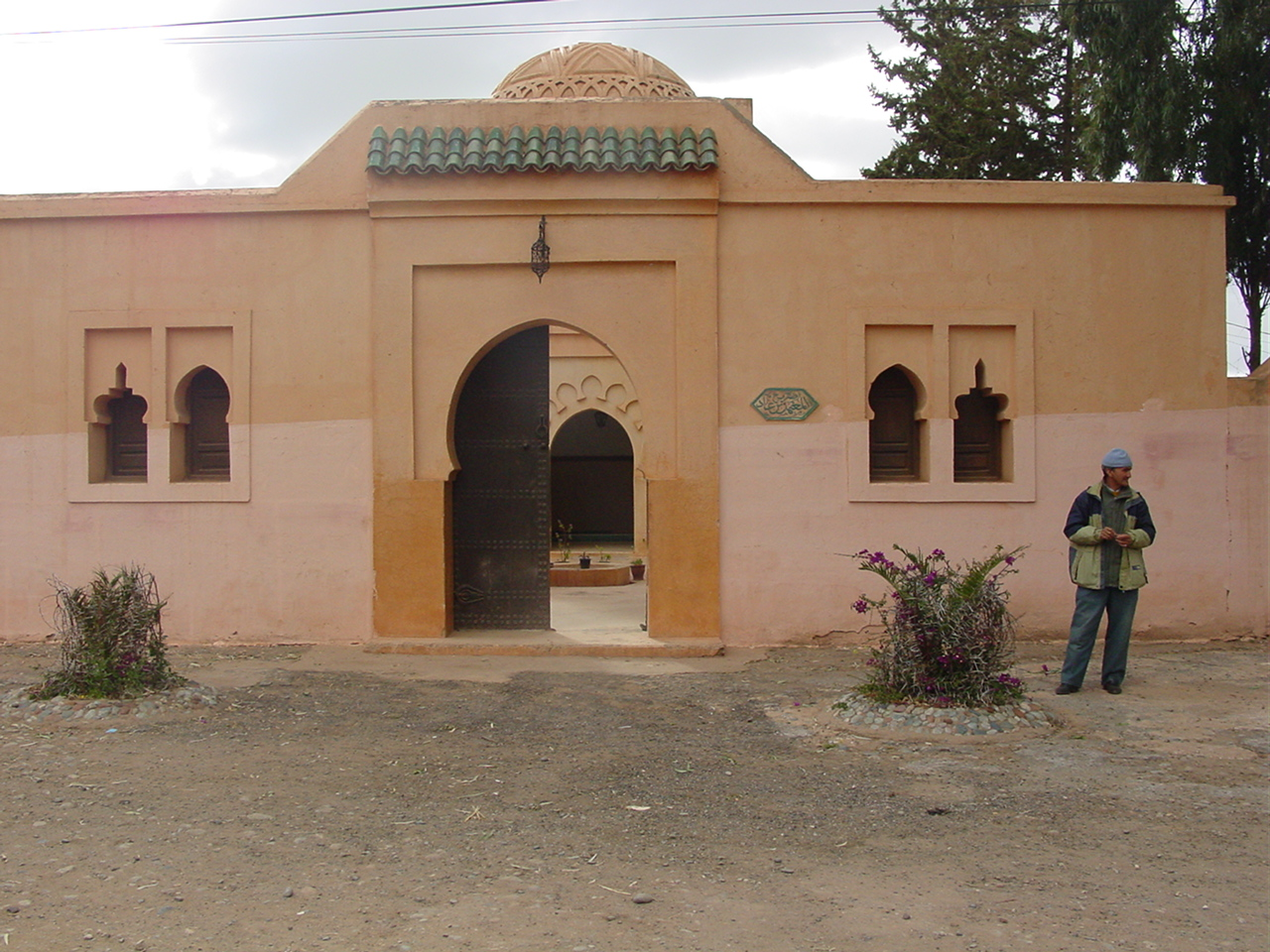
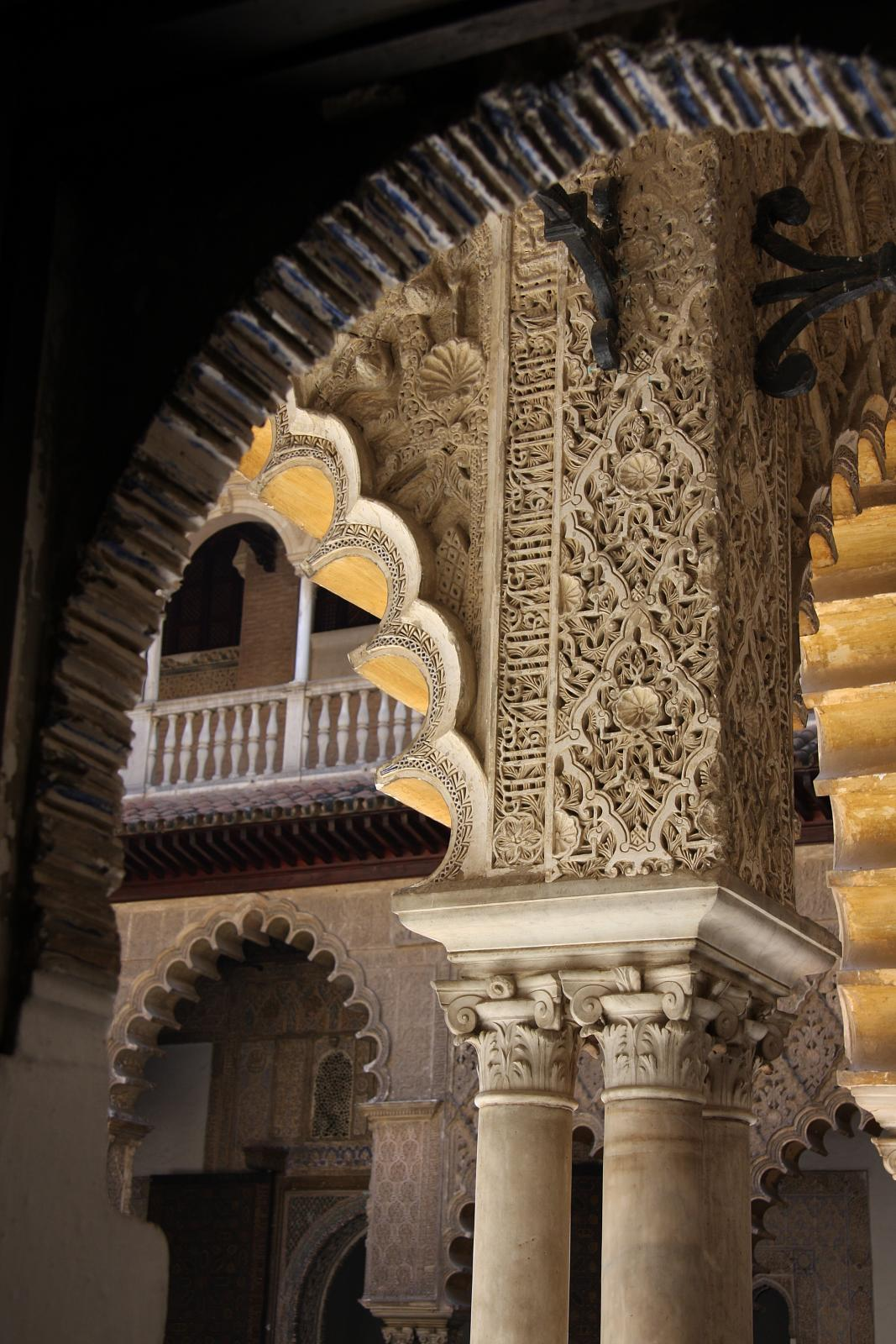
Alcazar in Sevilla
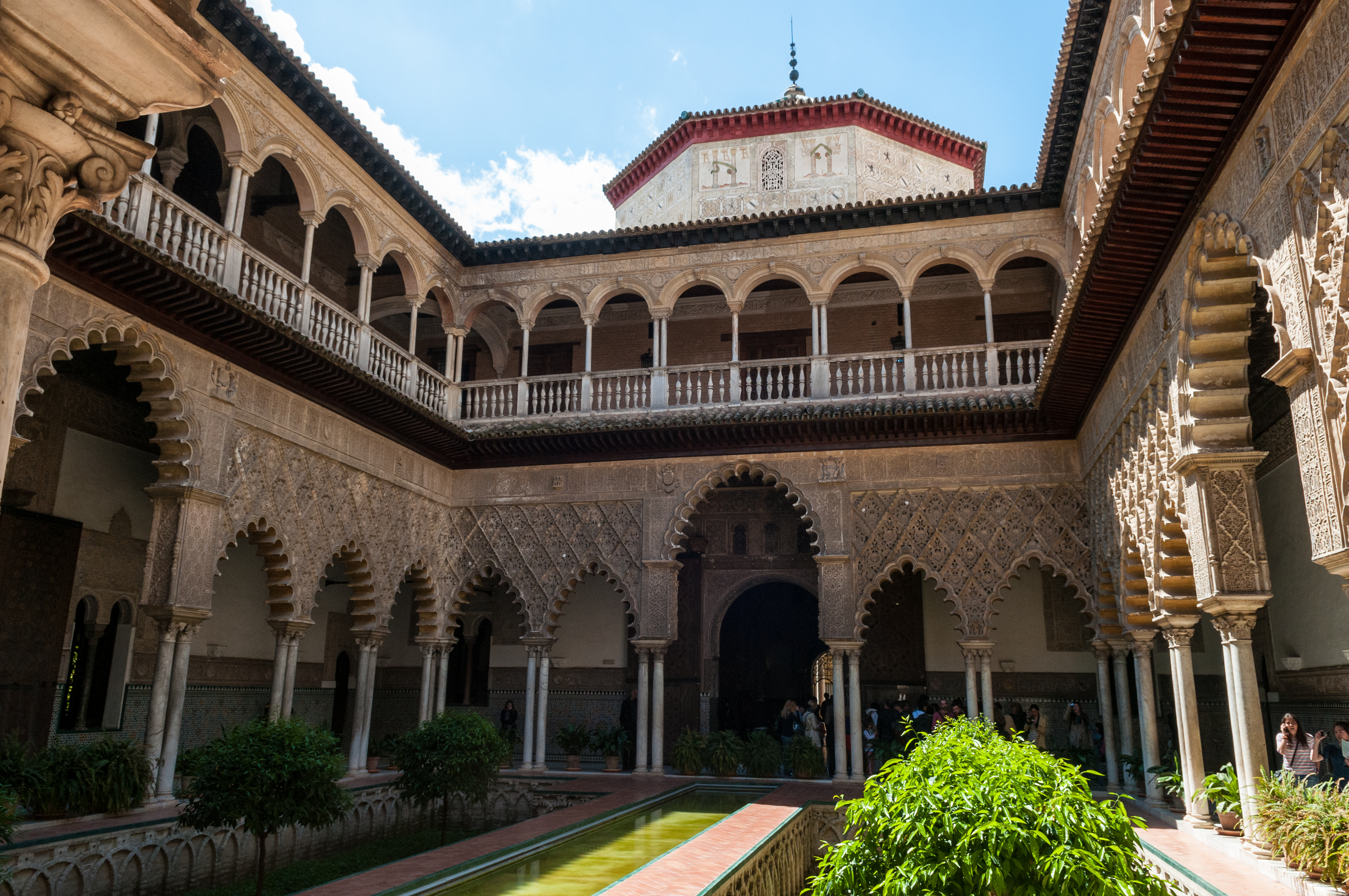
Alcazar van Sevilla